# Mathilde Carré
Pour les articles homonymes, voir Carré (homonymie).
Mathilde Carré, née Mathilde Lucie Bélard le 30 juin 1908 au Creusot et morte le 30 mai 2007 à Paris, dite la Chatte, était une espionne pendant la Seconde Guerre mondiale.
Elle a travaillé pour plusieurs services de renseignements et a été condamnée à la peine de mort, après la libération de la France, peine commuée en travaux forcés ; elle sera libérée de façon anticipée, pour raisons de santé. Elle avait joué un triple jeu et fut responsable de nombreuses arrestations par trahison.

## Biographie

### Premières années
Mathilde Lucie Bélard naît le 30 juin 1908 au Creusot, dans une famille d'origine jurassienne, d'un père ingénieur, elle épouse le 18 mai 1933 le professeur Maurice Henri Carré qui l'emmène à Oran, en Algérie, où elle devient elle aussi professeure à Aïn Sefra. Son frère est saint-cyrien.

### Seconde Guerre mondiale
En septembre 1939, elle quitte son mari qui part rejoindre son affectation comme lieutenant. Mathilde quitte Oran pour retourner en France où elle s'engage comme infirmière. La vague de la débâcle l'emporte jusqu'à Toulouse. Son mari devint capitaine de réserve mais est tué le 30 janvier 1944 lors de la bataille de Monte Cassino.
C'est là qu'en septembre 1940, au café La Frégate, elle rencontre le bel officier polonais Roman Czerniawski, alias Armand Borni, qui dépend du gouvernement polonais en exil et collabore avec les services de renseignement britanniques. Il lui propose de mettre sur pied un réseau d'espionnage avec les relations qu'il s'est faites parmi les Alliés.
Arnaud devenu « Armand » envoie Mathilde (nom de guerre « Victoire ») à Vichy auprès d'officiers du Deuxième Bureau. Beaucoup d'officiers de renseignement français restent fidèles à leurs alliés anglais et ne dédaignent pas de travailler avec des camarades qui ont rejoint De Gaulle à Londres, en échange des informations sur les réseaux alliés en zone occupée. C'est à Vichy, alors que Mathilde fréquente les bars des hôtels de luxes pelotonnée sur les banquettes de cuir, que des journalistes américains la surnomment « La Chatte ». Elle dispose de plusieurs allias : Lucy, Lily Bélard, épouse Carré dite Micheline, Liddie, sœur Marie-Madeleine du Sacré-Cœur et Lilia-Maria de Saint-Dominique.
À Paris, Armand et Mathilde sont recommandés auprès de Me Brault, un avocat spécialisé dans les affaires anglaises et américaines, qui accepte de les mettre en rapport avec nombre de ses relations professionnelles. Le cabinet de Me Brault sert de couverture aux deux membres fondateurs de ce que l'on appellera le réseau Interallié. Le réseau Interallié n'est qu'une branche d'un réseau plus vaste créé par des officiers polonais. Les Anglais appellent ce réseau F2. Au milieu de 1941, il comptait 250 agents dont 40 Polonais. C'est le réseau de renseignement le plus étoffé du début de l'Occupation. 
Au début, des microfilms sont envoyés de l'autre coté de la ligne de démarcation, jusqu'à Marseille où ils sont acheminés à Londres. Ce n'est qu'au début 1941 qu'Armand entreprend de monter un émetteur radio pour communiquer directement avec Londres et éviter ainsi le détour par Marseille. Le premier message radio pour Londres part le 10 mai 1941.
En octobre, un agent récemment recruté à Cherbourg commet une imprudence. Les Allemands confient l'affaire à Hugo Bleicher. Assez vite, l'Abwehr remonte jusqu'à la tête du réseau. Le 17 novembre 1941, c'est au tour d’Armand, Mathilde et beaucoup d'autres d'être arrêtés et brutalement interrogés. Mathilde craque et accepte de devenir un agent double pour le compte de l'Abwehr. Agent retourné, elle dénonce ses anciens camarades et participe ensuite à l'intoxication de l'Intelligence Service, notamment à propos de l'évasion de Brest des croiseurs allemands Scharnhorst, Gneisenau et Prinz Eugen.
En décembre, elle rencontre des agents du Special Operations Executive : Pierre de Vomécourt (« Lucas ») et Benjamin Cowburn (« Benoît ») qui cherchent à entrer en contact avec Londres. Elle leur fait croire qu'elle aurait réussi à échapper aux arrestations du réseau Interallié et qu'elle peut les aider à envoyer des messages à Londres ; naturellement, c’est un marché de dupes car l’émetteur est contrôlé par l’Abwehr.
Les sources divergent selon Paul Paillole, Hugo Bleicher, Gert Buchheit, Albert Naud, le rescapé René Aubertin et Benjamin Cowburn, mais il est estimé qu'elle livra les noms de 35 à 100 personnes, ensuite arrêtées et souvent exécutées.
En janvier 1942, Lucas commence à se méfier d'elle. Mathilde, qui est devenue sa maîtresse, reconnaît sa trahison et accepte de trahir maintenant l'Abwehr et de travailler pour le Special Operations Executive. Ils partent pour Londres en faisant croire aux Allemands que Mathilde va infiltrer les services britanniques. Mais lorsque, le 25 avril, Lucas est de nouveau arrêté en mission, les Anglais pensent Mathilde grillée auprès de l'Abwehr. Par conséquent, le 1er juillet, elle est arrêtée « sur demande du gouvernement français et pour la durée de la guerre », et maintenue en détention, compte tenu du rôle trouble qu'elle a joué. Elle passera trois ans en prison à Aylesbury et à Holloway. En novembre, elle entame une grève de la faim pour obtenir l'amélioration de ses conditions de détention.
Le 12 juillet 1943, l'Abwehr, qui n'a plus de nouvelles de son agent, détruit son dossier.

### Après guerre
Le 1er juin 1945, elle est transférée par avion au Bourget, et, de là, rue des Saussaies, où elle est interrogée pendant 22 jours. Du 22 au 26, elle est incarcérée au dépôt, puis au fort de Charenton. Le 7 juillet, elle subit son premier interrogatoire devant la cour de justice de la Seine, en l'absence de son avocat, maître Naud. Le 29 octobre, elle est transférée à Fresnes.
En 1947, le juge d'instruction Donsimoni est chargé de reprendre l'affaire. Une nouvelle charge : elle aurait révélé les activités de l'attaché militaire américain à Vichy. Le 3 janvier 1949 s'ouvre son procès. Sa défense repose sur son affirmation de son apport à Londres de l'organigramme de l'Abwehr sur la Résistance. En raison de son attitude devant la Cour et à la suite de témoignages de rescapés des camps de la mort, elle est condamnée à mort le 7 janvier 1949. Renée Borni, jugée en même temps qu'elle, bénéficie de circonstances atténuantes. 
Le 2 août 1952, sa peine est commuée en vingt ans de travaux forcés, grâce à un recours de son avocat qui plaide ses actions menées avant sa capture et sa trahison. Elle bénéficie d'une grâce du président Vincent Auriol. En 1953, elle se fait baptiser.
Le 7 septembre 1954, après douze années de détention, trois en Angleterre et neuf en France, elle est libérée pour raisons de santé.
En 1959 et 1975, elle écrit deux versions de ses mémoires après qu'une ébauche, précédemment écrite durant son incarcération, eut servi comme pièce à conviction lors de son procès, et meurt le 30 mai 2007 dans le 6e arrondissement de Paris.

### Œuvres
- J'ai été « La Chatte », préface d'Albert Naud, collection « Actualité et politique », no 6, éditions Morgan, 1959.
- On m'appelait la Chatte, Paris, Albin Michel, 1975.
- Ma conversion. La conversion de « la Chatte », préface du Père Braun, Paris, Beauchesne, 1975.
- Ainsi vécut Marie, jeune-fille de Nazareth, mère du Christ, préface du Père Riquet, éditions Droguet-Ardant, 1980.

### Filmographie
- La Chatte, film de Henri Decoin de 1958. C'est une adaptation de sa vie pendant la guerre, avec quelques écarts (elle passe pour « traîtresse involontaire »).
- La Chatte sort ses griffes, film de Henri Decoin (1960). La jeune femme sauve un réseau de résistance.
- La Gatta, film TV en trois parties, Leandro Castellani, prod. RAI, 1978.